# Komet Helin-Roman-Alu 2
Komet Helin-Roman-Alu 2 (uradna oznaka je 132P/ Helin-Roman-Alu 2) je periodični komet z obhodno dobo okoli 8,3 let. 
Komet pripada Jupitrovi družini kometov .

## Odkritje
Komet so odkrili ameriška astronomka Eleanor F. Helin in ameriška astronoma Brian P. Roman ter Jeff Thomas Alu 2. oktobra 1989 na Observatoriju Palomar v Kaliforniji, ZDA .